# Prvi razred Sarajevskog podsaveza (1920/1921)
Prvi razred Sarajevskog podsaveza (1920/21) (bośn. Prvi razred Sarajevskog podsaveza / Први разред Сарајевског подсавеза) – nieoficjalna 1. edycja najwyższych w hierarchii rozgrywek ligowych bośniackiej klubowej piłki nożnej. Liga została zorganizowana przez Okręgowy Związek Piłki Nożnej w Sarajewie (bosn. Sarajevski Podsavez). Rozgrywki toczyły się w jednej grupie i występowało w nich 7 drużyn, wszystkie z Sarajewo. Kluby były oparte na przynależności religijnej i etnicznej: SAŠK i Građanski to zespoły Chorwatów Bośniackich, Slavija, Troja zrzeszała Serbów Bośniackich, NK Đerzelez (znany również jako Sarajevski) składał się z muzułmanów Bośniackich i Makabi Sarajewo (znany także jako Barkohba) był bośniackim klubem żydowskim, tylko Hajduk zrzeszał pracowników wielu narodowości. Tytuł mistrza zdobyła drużyna Hajduk.

## Tabela końcowa
|   | Klub       | M | Z | R | P | Br+ | Br− | Br+/− | Pkt | Uwagi  |
| 1 | Hajduk     | 5 | 4 | 0 | 1 | 19  | 2   | +17   | 8   | Mistrz |
| 2 | Slavija    | 5 | 4 | 0 | 1 | 29  | 4   | +25   | 8   |        |
| 3 | SAŠK       | 5 | 4 | 0 | 1 | 23  | 4   | +19   | 8   |        |
| 4 | Sarajevski | 4 | 3 | 0 | 1 | 10  | 4   | +6    | 6   |        |
| 5 | Troja      | 6 | 1 | 1 | 4 | 4   | 41  | -37   | 3   |        |
| 6 | Barkohba   | 6 | 1 | 0 | 5 | 3   | 15  | -12   | 2   |        |
| 7 | Građanski  | 5 | 0 | 1 | 4 | 0   | 18  | -18   | 1   |        |